# 大平 (浦添市)
大平（おおひら）は、沖縄県浦添市の地名。2008年1月31日現在の人口は4,437人。郵便番号901-2113。

## 地理
市の中心部に位置する。大平一丁目・大平二丁目・大平三丁目・字大平が設置されている。沢岻・経塚・安波茶・伊祖・屋富祖・宮城・内間・仲間と隣接する。

## 歴史
- 1987年11月24日　住居表示実施（大平一丁目設置）。
- 1993年11月29日　住居表示実施（大平二丁目設置）。
- 2000年11月27日　住居表示実施（大平三丁目設置）。

## 人口・世帯数
- 男：2,129人
- 女：2,308人
- 計：4,437人
- 世帯数：1,699世帯

2008年1月31日現在

## 交通

### 道路
- 国道330号
- 沖縄県道38号浦添西原線
- 沖縄県道251号那覇宜野湾線
- 大平インターチェンジ

### バス
- 以下のバス停が存在。
  - 大平養護学校前
  - 大平
  - 陽明高校前
- 上記のバス停に停車する路線。
  - 55番・牧港線　（琉球バス交通）
  - 56番・浦添線　（琉球バス交通）
  - 88番・宜野湾線　（琉球バス交通）
  - 90番・知花（バイパス）線　（琉球バス交通）
  - 91番・城間（南風原）線　（東陽バス）
  - 98番・琉大（バイパス）線　（琉球バス交通）
  - 110番・長田具志川線　（琉球バス交通）
  - 112番・国体道路線　（琉球バス交通）
  - 191番・城間（一日橋）線　（東陽バス）
  - 288番・宜野湾おもろまち線　（琉球バス交通）
  - 290番・知花おもろまち線　（琉球バス交通）
  - 298番・琉大おもろまち線　（琉球バス交通）

## 施設

### 大平一丁目
- たいよう保育園
- 沖縄銀行大平支店
- 沖縄県立大平特別支援学校

### 大平二丁目
- 浦添市立小湾保育所
- ローソン陽明高校前店

### 字大平
- 浦添職業能力開発校
- 沖縄県立陽明高等学校
- 大平バス停パーク - 平成５年度手づくり郷土賞（出会いを演出する街角）受賞。

## 名所
- 軽便鉄道線路跡（大平特別支援学校前バス停付近）

## 自治会
- 小湾自治会
- 大平自治会
- 浦添ニュータウン自治会